# Contea di Ada
La contea di Ada (Ada County in lingua inglese) è una contea dell'Idaho, negli Stati Uniti d'America. Il capoluogo è Boise, anche capitale dello Stato.

## Geografia fisica
La contea si trova nel sud-est dello Stato. La contea copre un'area totale di 2746 km², di cui 2732 km² di terre e 14 km² di acqua.
Il fiume Boise scorre nella parte settentrionale e il fiume Snake nel sud-ovest.

### Contee adiacenti
- Contea di Gem - nord
- Contea di Boise - nord-est
- Contea di Elmore - est
- Contea di Owyhee - sud-ovest
- Contea di Canyon - ovest

## Storia
La contea fu creata nel 1864 e fu chiamata così in onore di Ada Riggs.

## Società

### Evoluzione demografica
Al censimento del 2000 contava 300 904 abitanti (77 344 famiglie) e 118 516 unità abitative (43 per km²). La componente etnica era per il 92,86% caucasici, 0,65% afroamericani, 4,48% ispanici, 0,69% nativi americani, 1,74% asiatici.
Il 27,30% della popolazione era sotto i 18 anni, il 9,10% sopra i 65 anni.
Il reddito procapite si attesta sui 22 519 dollari. Il 7,70% della popolazione è sotto la soglia di povertà.

## Comuni
- Boise
- Eagle
- Garden City
- Kuna
- Meridian
- Star

Hidden Spring è un census-designated place.